# USS Lewis and Clark (SSBN-644)
USS Lewis and Clark (SSBN-644) – amerykański okręt podwodny o napędzie atomowym z okresu zimnej wojny typu Benjamin Franklin, przenoszący pociski SLBM. Wszedł do służby w 1965 roku. Okręt nazwano imionami amerykańskich podróżników i odkrywców Meriwethera Lewisa i Williama Clarka. Wycofany ze służby w 1992 roku.

## Historia
Kontrakt na budowę okrętu został przydzielony stoczni Newport News Shipbuilding w Newport News 1 listopada 1962 roku. Rozpoczęcie budowy okrętu nastąpiło 29 lipca 1963 roku. Wodowanie miało miejsce 21 listopada 1964 roku, wejście do służby 22 grudnia 1965 roku. Po wejściu do służby w ramach ćwiczeń i zgrywania załóg, okręt odpalił u wybrzeży Cape Canaveral pocisk balistyczny Polaris.
21 lipca 1972 roku na „Lewis and Clark” zakończył się remont, połączony z wymianą pocisków Polaris na Poseidon. W 1981 roku okręt w ramach ćwiczeń odpalił cztery pociski Poseidon, w czerwcu 1985 roku kolejne cztery. Okręt został wycofany ze służby 27 czerwca 1992 roku, a następnie złomowany w 1996 roku. 
Kiosk okrętu, a także elementy jego kadłuba, zostały wykorzystane do budowy pomnika w Charleston, upamiętniającego personel US Navy, który służył podczas zimnej wojny na okrętach podwodnych.